# Тест Парка
Тест Парка - статистический тест, используемый для проверки гетероскедастичности (определенного вида) случайных ошибок регрессионной (эконометрической) модели.
В данном тесте предполагается (альтернативная гипотеза) возможность зависимости дисперсии случайной ошибки {\displaystyle \sigma _{t}^{2}} модели от значений некоторого фактора {\displaystyle z_{t}} следующего вида:
{\displaystyle \ln \sigma _{t}^{2}=\ln \sigma ^{2}+\beta \ln z_{t}+u_{t}}
Нулевая гипотеза (отсутствие гетероскедастичности) состоит в равенстве коэффициента {\displaystyle \beta } нулю. Отклонение этой гипотезы означает наличие гетероскедастичности указанного вида, принятие нулевой гипотезы означает, что гетероскедастичность данного вида отсутствует (что не исключает возможность наличия гетероскедастичности иного вида).

## Процедура теста
С помощью обычного МНК оценивается исходная регрессионная модель:
{\displaystyle y_{t}=x_{t}^{T}b+\varepsilon _{t}}
и определяются остатки регрессии {\displaystyle e_{t}=y_{t}-{\hat {y_{t}}}}.
Далее также с помощью обычного МНК оценивается следующая вспомогательная регрессия:
{\displaystyle \ln e_{t}^{2}=a_{0}+a_{1}\ln z_{t}+u_{t}}
и проверяется статистическая значимость коэффициента {\displaystyle a_{1}} с помощью t-критерия Стьюдента или эквивалентного в данном случае F-теста на значимость вспомогательной регрессии в целом. Если коэффициент признается значимым, то случайные ошибки модели признаются гетероскедастичными, в противном случае гетероскедастичность данного вида считается незначимой (в этом случае следует использовать также и другие тесты для исключения возможной гетероскедастичности иного вида).